# 유가와촌
유가와촌(일본어: 湯川村)은 일본 후쿠시마현 가와누마군의 촌이다.
주요 산업은 농업이며, 슬로건은 '쌀과 문화의 고장'이다. 고시히카리의 아이즈 유카와 쌀과 아이즈 소, 아스파라거스를 특산품으로 한다.

## 지리
아이즈 분지에 위치하고 닛파시강을 북단, 아가노강을 서단으로 한다. 헤이세이 시정촌 대합병으로 다테군 다테정이 소멸하면서 후쿠시마현에서 가장 면적이 좁은 시정촌이 되었다.

## 역사
- 810년 - 법상종의 승려인 도쿠이쓰가 쇼조지(勝常寺)를 창건했다.
- 1889년 - 오이카와촌, 쇼조촌이 탄생하였다.
- 1957년 3월 31일 - 오이카와촌, 쇼조촌이 합병해 유가와촌이 탄생하였다.

## 교육
중학교
- 유가와촌립 유가와 중학교

초등학교
- 유가와촌립 오이카와 초등학교
- 유가와촌립 쇼조 초등학교

## 인구
| 연도 | 인구  | ±%     |
| ---- | ----- | ------ |
| 1920 | 4,714 | —      |
| 1930 | 5,143 | +9.1%  |
| 1940 | 5,191 | +0.9%  |
| 1950 | 5,759 | +10.9% |
| 1960 | 5,220 | −9.4%  |
| 1970 | 4,207 | −19.4% |
| 1980 | 3,789 | −9.9%  |
| 1990 | 3,686 | −2.7%  |
| 2000 | 3,601 | −2.3%  |
| 2010 | 3,365 | −6.6%  |

## 교통

### 철도

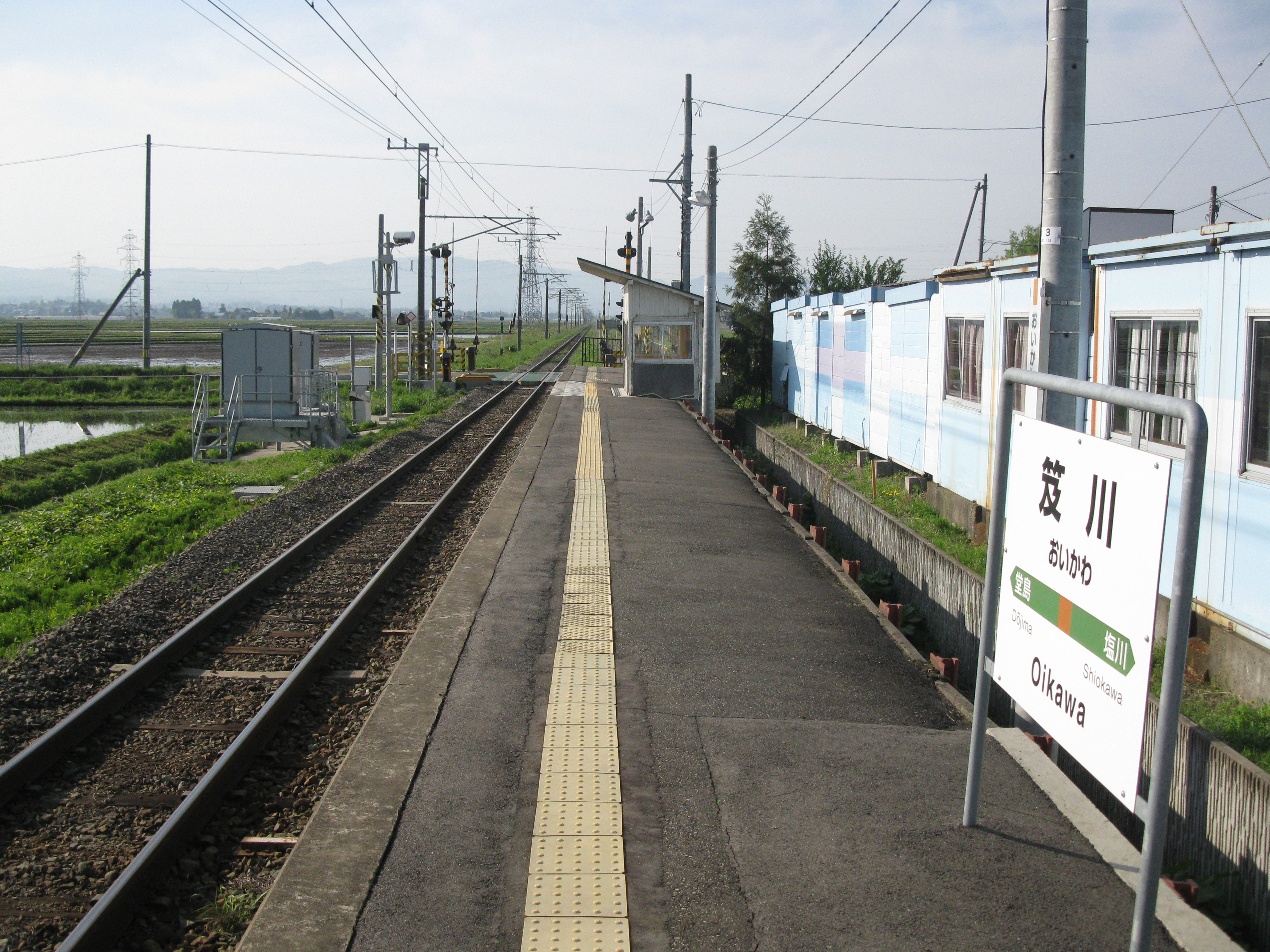
오이카와역

- 동일본 여객철도 반에쓰사이선

### 도로
- 일반국도
  - 국도 49호선
  - 국도 121호선
  - 고속철도 관통도로
- 주요 지방도

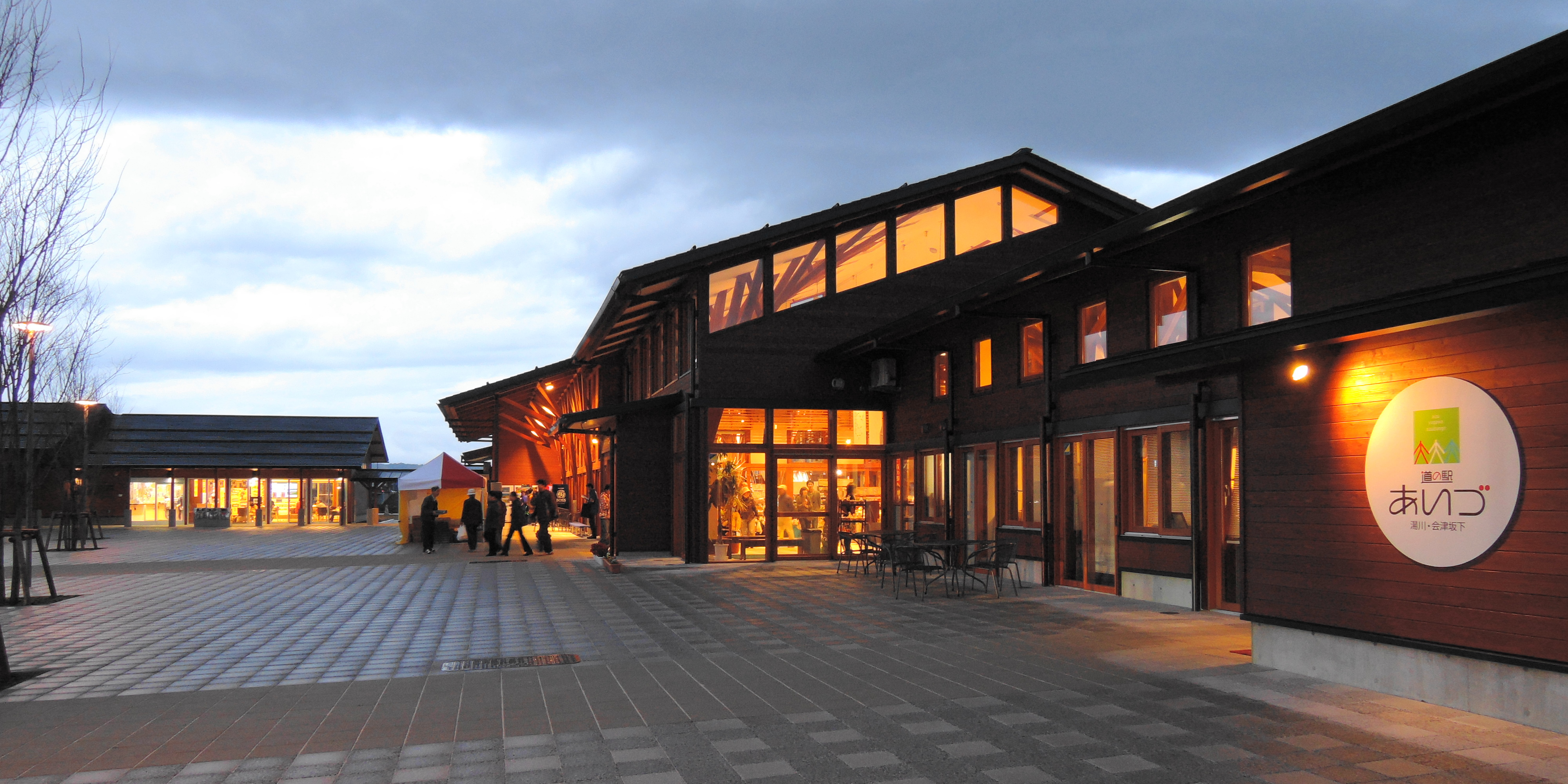
미치노에키 아이즈 유가와・아이즈사카시타

  - 후쿠시마현도 제326호 하마사키고야아이즈와카마쓰선
  - 후쿠시마현도 제33호 아이즈사카시타카와히가시선
- 휴게소
  - 미치노에키 아이즈 유가와・아이즈사카시타

### 노선버스
- 아이즈 합승자동차